# Йоган Андреас Вагнер
Йоган Андреас Вагнер (нім. Johann Andreas Wagner; 21 березня 1797, Нюрнберг — 17 грудня 1861, Мюнхен) — німецький палеонтолог, зоолог, археолог.

## Біографія
У 1826 році отримав докторський науковий ступінь. У 1829 році призначено викладачем в університеті м. Ерланген. У 1832 році став викладач зоології та асистентом у Zoologische Staatssammlung (Зоологічна державна колекція) Мюнхенського університету. У 1836 році підвищено до професора Мюнхенського університету. У 1843 році став першим професором палеонтології в Університеті Мюнхена. У 1849 році — куратор Zoologische Staatssammlung. У 1855 році — член-кореспондент Санкт-Петербурзької Академії наук. У 1861 році опублікував короткий звіт про зразок археоптерикса, а також короткий опис видів динозаврів роду Compsognathus.

## Публікації
- Die Geographische Verbreitung der Säugethiere Dargestellt, (1844—1846, у трьох частинах)
- Geschichte der Urwelt (1945)
- Монографія (1897)